# 2012-es Baltimore Grand Prix
A 2012-es Baltimore Grand Prix volt a 2012-es Izod IndyCar Series szezon tizennegyedik futama, melyet 2012. szeptember 2-án rendeztek meg a Marylandi Baltimore városában kialakított utcai pályán.

## Nevezési lista
| Csapat                           | Motor     | Első pilóta | Első pilóta         | Második pilóta | Második pilóta     | Harmadik pilóta | Harmadik pilóta  | Negyedik pilóta | Negyedik pilóta |
| -------------------------------- | --------- | ----------- | ------------------- | -------------- | ------------------ | --------------- | ---------------- | --------------- | --------------- |
| Team Penske                      | Chevrolet | 2           | Ryan Briscoe        | 3              | Hélio Castroneves  | 12              | Will Power       |                 |                 |
| Panther Racing                   | Chevrolet | 4           | J. R. Hildebrand    |                |                    |                 |                  |                 |                 |
| KV Racing Technology             | Chevrolet | 5           | E. J. Viso          | 8              | Rubens Barrichello | 11              | Tony Kanaan      |                 |                 |
| Dragon Racing                    | Chevrolet | 7           | Sébastien Bourdais  |                |                    |                 |                  |                 |                 |
| Target Chip Ganassi Racing       | Honda     | 9           | Scott Dixon         | 10             | Dario Franchitti   | 38              | Graham Rahal     | 83              | Charlie Kimball |
| A. J. Foyt Enterprises           | Honda     | 14          | Mike Conway         |                |                    |                 |                  |                 |                 |
| Rahal Letterman Laningan Racing  | Honda     | 15          | Szató Takuma        |                |                    |                 |                  |                 |                 |
| Dale Coyne Racing                | Honda     | 18          | Justin Wilson       | 19             | James Jakes        |                 |                  |                 |                 |
| Ed Carpenter Racing              | Chevrolet | 20          | Ed Carpenter        |                |                    |                 |                  |                 |                 |
| Panther-Dreyer & Reinbold Racing | Chevrolet | 22          | Oriol Servià        |                |                    |                 |                  |                 |                 |
| Andretti Autosport               | Chevrolet | 26          | Marco Andretti      | 27             | James Hinchcliffe  | 28              | Ryan Hunter-Reay |                 |                 |
| Sarah Fisher Hartman Racing      | Honda     | 67          | Bruno Junqueira     |                |                    |                 |                  |                 |                 |
| Schmidt Hamilton Motorsports     | Honda     | 77          | Simon Pagenaud      |                |                    |                 |                  |                 |                 |
| Lotus-HVM Racing                 | Lotus     | 78          | Simona de Silvestro |                |                    |                 |                  |                 |                 |
| Team Barracuda – BHA             | Honda     | 98          | Alex Tagliani       |                |                    |                 |                  |                 |                 |
| HIVATALOS NEVEZÉSI LISTA         |           |             |                     |                |                    |                 |                  |                 |                 |

## Eredmények

### Időmérő
| Pozíció | #  | Pilóta              | Csapat                           | Motor     | Egyes csoport | Kettes csoport | Top 12    | Fast 6    |
| ------- | -- | ------------------- | -------------------------------- | --------- | ------------- | -------------- | --------- | --------- |
| 1       | 12 | Will Power          | Team Penske                      | Chevrolet |               | 1:18.6736      | 1:17.5921 | 1:17.9750 |
| 2       | 14 | Mike Conway         | A. J. Foyt Enterprises           | Honda     | 1:21.5265     |                | 1:18.6996 | 1:18.5509 |
| 3       | 9  | Scott Dixon         | Chip Ganassi Racing              | Honda     | 1:20.3549     |                | 1:18.4198 | 1:18.6017 |
| 4       | 7  | Sebastien Bourdais  | Dragon Racing                    | Chevrolet |               | 1:18.7166      | 1:18.5055 | 1:18.8500 |
| 5       | 10 | Dario Franchitti    | Chip Ganassi Racing              | Honda     |               | 1:18.7323      | 1:18.9082 | 1:18.9398 |
| 6       | 27 | James Hinchcliffe   | Andretti Autosport               | Chevrolet |               | 1:18.8664      | 1:18.6368 | 1:19.3101 |
| 7       | 83 | Charlie Kimball     | Chip Ganassi Racing              | Honda     | 1:21.5988     |                | 1:19.3347 |           |
| 8       | 11 | Tony Kanaan         | KV Racing Technology             | Chevrolet | 1:20.1257     |                | 1:19.6788 |           |
| 9       | 18 | Justin Wilson       | Dale Coyne Racing                | Honda     |               | 1:18.8245      | 1:20.3559 |           |
| 10      | 67 | Bruno Junqueira     | Sarah Fisher Hartman Racing      | Honda     | 1:20.7513     |                | 1:20.3826 |           |
| 11      | 20 | Ed Carpenter        | Ed Carpenter Racing              | Chevrolet | 1:21.1532     |                | 1:20.4968 |           |
| 12      | 77 | Simon Pagenaud      | Schmidt-Hamilton Motorsports     | Honda     |               | 1:18.8671      | Nincs idő |           |
| 13      | 28 | Ryan Hunter-Reay    | Andretti Autosport               | Chevrolet | 1:21.7113     |                |           |           |
| 14      | 2  | Ryan Briscoe        | Team Penske                      | Chevrolet |               | 1:18.8872      |           |           |
| 15      | 98 | Alex Tagliani       | Team Barracuda – BHA             | Honda     | 1:22.2657     |                |           |           |
| 16      | 3  | Hélio Castroneves   | Team Penske                      | Chevrolet |               | 1:18.9533      |           |           |
| 17      | 8  | Rubens Barrichello  | KV Racing Technology             | Chevrolet | 1:22.7851     |                |           |           |
| 18      | 22 | Oriol Servià        | Panther-Dreyer & Reinbold Racing | Chevrolet |               | 1:19.3365      |           |           |
| 19      | 15 | Szató Takuma        | Rahal Letterman Laningan Racing  | Honda     | 1:24.5395     |                |           |           |
| 20      | 26 | Marco Andretti      | Andretti Autosport               | Chevrolet |               | 1:19.4192      |           |           |
| 21      | 78 | Simona de Silvestro | Lotus-HVM Racing                 | Lotus     | 1:27.2226     |                |           |           |
| 22      | 19 | James Jakes         | Dale Coyne Racing                | Honda     |               | 1:19.5496      |           |           |
| 23      | 38 | Graham Rahal        | Chip Ganassi Racing              | Honda     | Nincs idő     |                |           |           |
| 24      | 5  | E. J. Viso          | KV Racing Technology             | Chevrolet |               | 1:19.8631      |           |           |
| 25      | 4  | J. R. Hildebrand    | Panther Racing                   | Chevrolet |               | Nincs idő      |           |           |

## Rajtfelállás
| Rajtsor                                           | Belső ív | Belső ív             | Külső ív | Külső ív          |
| ------------------------------------------------- | -------- | -------------------- | -------- | ----------------- |
| 1                                                 | 12       | Will Power           | 9        | Scott Dixon       |
| 2                                                 | 7        | Sebastien Bourdais   | 10       | Dario Franchitti  |
| 3                                                 | 27       | James Hinchcliffe    | 11       | Tony Kanaan       |
| 4                                                 | 18       | Justin Wilson        | 20       | Ed Carpenter      |
| 5                                                 | 77       | Simon Pagenaud       | 14       | Mike Conway†      |
| 6                                                 | 28       | Ryan Hunter-Reay     | 2        | Ryan Briscoe      |
| 7                                                 | 98       | Alex Tagliani        | 3        | Hélio Castroneves |
| 8                                                 | 8        | Rubens Barrichello   | 83       | Charlie Kimball   |
| 9                                                 | 22       | Oriol Servià         | 67       | Bruno Junqueira†  |
| 10                                                | 26       | Marco Andretti       | 19       | James Jakes       |
| 11                                                | 38       | Graham Rahal         | 5        | E. J. Viso        |
| 12                                                | 4        | J. R. Hildebrand     | 15       | Szató Takuma†     |
| 13                                                | 78       | Simona de Silvestro† |          |                   |
| † 10 rajthelyes büntetést kapott motorcsere miatt |          |                      |          |                   |

### Verseny
| Pozíció | #  | Pilóta              | Csapat                           | Motor     | Futott kör | Idő/Kiesés oka         | Rajthely | Élen töltött körök száma | Pont |
| ------- | -- | ------------------- | -------------------------------- | --------- | ---------- | ---------------------- | -------- | ------------------------ | ---- |
| 1.      | 28 | Ryan Hunter-Reay    | Andretti Autosport               | Chevrolet | 75         | 2:09:02.9522           | 10       | 13                       | 50   |
| 2.      | 2  | Ryan Briscoe        | Team Penske                      | Chevrolet | 75         | +1.4391                | 11       | 11                       | 40   |
| 3.      | 77 | Simon Pagenaud      | Schmidt Hamilton Motorsports     | Honda     | 75         | +3.0253                | 9        | 14                       | 35   |
| 4.      | 9  | Scott Dixon         | Chip Ganassi Racing              | Honda     | 75         | +3.9281                | 2        | 0                        | 32   |
| 5.      | 8  | Rubens Barrichello  | KV Racing Technology             | Chevrolet | 75         | +5.0450                | 15       | 0                        | 30   |
| 6.      | 12 | Will Power          | Team Penske                      | Chevrolet | 75         | +5.7467                | 1        | 22                       | 31   |
| 7.      | 22 | Oriol Servià        | Panther-Dreyer & Reinbold Racing | Chevrolet | 75         | +7.5913                | 16       | 0                        | 26   |
| 8.      | 98 | Alex Tagliani       | Team Barracuda – BHA             | Honda     | 75         | +7.7701                | 13       | 1                        | 24   |
| 9.      | 5  | E. J. Viso          | KV Racing Technology             | Chevrolet | 75         | +8.8651                | 22       | 0                        | 22   |
| 10.     | 3  | Hélio Castroneves   | Team Penske                      | Chevrolet | 75         | +9.0843                | 14       | 0                        | 20   |
| 11.     | 38 | Graham Rahal        | Chip Ganassi Racing              | Honda     | 75         | +10.2963               | 21       | 0                        | 19   |
| 12.     | 4  | J. R. Hildebrand    | Panther Racing                   | Chevrolet | 75         | +17.1591               | 23       | 0                        | 18   |
| 13.     | 10 | Dario Franchitti    | Chip Ganassi Racing              | Honda     | 74         | +1 Kör                 | 4        | 0                        | 17   |
| 14.     | 26 | Marco Andretti      | Andretti Autosport               | Chevrolet | 74         | +1 Kör                 | 18       | 0                        | 16   |
| 15.     | 27 | James Hinchcliffe   | Andretti Autosport               | Chevrolet | 73         | +2 Kör                 | 5        | 2                        | 15   |
| 16.     | 14 | Mike Conway         | A.J. Foyt Enterprises            | Honda     | 73         | +2 Kör                 | 12       | 0                        | 14   |
| 17.     | 18 | Justin Wilson       | Dale Coyne Racing                | Honda     | 72         | +3 Kör                 | 7        | 0                        | 13   |
| 18.     | 83 | Charlie Kimball     | Chip Ganassi Racing              | Honda     | 65         | Hajtómű                | 17       | 0                        | 12   |
| 19.     | 67 | Bruno Junqueira     | Sarah Fisher Hartman Racing      | Honda     | 64         | Felfüggesztés          | 20       | 0                        | 12   |
| 20.     | 11 | Tony Kanaan         | KV Racing Technology             | Chevrolet | 52         | Baleset                | 6        | 0                        | 12   |
| 21.     | 15 | Szató Takuma        | Rahal Letterman Lanigan Racing   | Honda     | 50         | Üzemanyagnyomás        | 24       | 12                       | 12   |
| 22.     | 78 | Simona de Silvestro | HVM Racing                       | Lotus     | 38         | Baleset Franchitti-vel | 25       | 0                        | 12   |
| 23.     | 7  | Sebastien Bourdais  | Dragon Racing                    | Chevrolet | 32         | Felfüggesztés          | 3        | 0                        | 12   |
| 24.     | 19 | James Jakes         | Dale Coyne Racing                | Honda     | 31         | Baleset                | 19       | 0                        | 12   |
| 25.     | 20 | Ed Carpenter        | Ed Carpenter Racing              | Chevrolet | 7          | Baleset                | 8        | 0                        | 20   |

### Verseny statisztikák
A verseny alatt 12-szer változott az élen álló személye 7 versenyző között.
| Változás az élen | Változás az élen  |
| Kör              | Élen              |
| ---------------- | ----------------- |
| 19               | Ryan Hunter-Reay  |
| 21               | James Hinchcliffe |
| 22               | Ryan Hunter-Reay  |
| 23               | James Hinchcliffe |
| 24               | Szató Takuma      |
| 36               | Ryan Hunter-Reay  |
| 37               | Simon Pagenaud    |
| 51               | Ryan Hunter-Reay  |
| 53               | Will Power        |
| 57               | Alex Tagliani     |
| 58               | Ryan Briscoe      |
| 69               | Ryan Hunter-Reay  |

| Élen töltött körök száma | Élen töltött körök száma       |
| Körök                    | Versenyző                      |
| ------------------------ | ------------------------------ |
| 22                       | Will Power                     |
| 14                       | Simon Pagenaud                 |
| 12                       | Ryan Hunter-Reay, Szató Takuma |
| 11                       | Ryan Briscoe                   |
| 2                        | James Hinchcliffe              |
| 1                        | Alex Tagliani                  |

| Sárga zászlók: 9 alkalommal összesen 24 körön át | Sárga zászlók: 9 alkalommal összesen 24 körön át                        |
| Körök                                            | Ok                                                                      |
| ------------------------------------------------ | ----------------------------------------------------------------------- |
| 9-12                                             | #20-as autó balesete a célegyenesben                                    |
| 14-16                                            | #3-as, #4-es, #14-es és #67-es autó balesete a 6-os kanyarban           |
| 19-20                                            | #26-os autó balesete az 1-es kanyarban                                  |
| 22-23                                            | #10-es és #78-as autó balesete az 1-es kanyarban                        |
| 33-35                                            | #19-es autó balesete a 12-es kanyarban                                  |
| 37-38                                            | #27-es autó balesete a 2-es kanyarban                                   |
| 40-41                                            | #78-as autó balesete a célegyenesben                                    |
| 66-68                                            | #83-as autó megállása a 3-as kanyarnál                                  |
| 70-72                                            | #14-es, #18-as, #26-os, #27-es és #38-as autó balesete a 4-es kanyarban |

## Bajnokság állása a verseny után
Pilóták bajnoki állása
| Pozíció | Pilóta            | Pontok |
| ------- | ----------------- | ------ |
| 1       | Will Power        | 453    |
| 2       | Ryan Hunter-Reay  | 436    |
| 3       | Hélio Castroneves | 401    |
| 4       | Scott Dixon       | 400    |
| 5       | Simon Pagenaud    | 372    |

Gyártók bajnoksága
| Pozíció | Gyártó    | Pontok |
| ------- | --------- | ------ |
| 1       | Chevrolet | 105    |
| 2       | Honda     | 90     |
| 3       | Lotus     | 52     |